# Discografia de Legião Urbana
A discografia da banda brasileira de rock Legião Urbana é composta de oito álbuns de estúdio, três álbuns ao vivo, duas coletâneas, um álbum de vídeo, 2 álbuns de tributo, 1 box set, 23 singles e 11 videoclipes. De acordo com diferentes fontes as vendas podem ser de 14 milhões ou 25 milhões de cópias no Brasil.
O grupo encerrou suas atividades onze dias após o falecimento do líder e vocalista Renato Russo, ocorrido em 11 de outubro de 1996, exatamente 3 semanas após o lançamento de seu álbum de estúdio A Tempestade ou O Livro dos Dias. 
É o segundo grupo musical brasileiro que mais vendeu discos de catálogo no mundo, além de fazer parte do Quarteto Sagrado do rock brasileiro, ao lado das bandas Barão Vermelho, Os Paralamas do Sucesso e Titãs.

## Álbuns

### Álbuns de estúdio
| Ano  | Detalhes                                                                                                 | Certificação PMB                              | Vendas totais estipuladas |
| ---- | --- | --------------------------------------------- | ------------------------- |
| 1985 | Legião Urbana - Lançamento: 2 de janeiro de 1985 - Formato: LP, K7 - Gravadora: EMI                      | - PMB: Platina (versão Legião Urbana 30 Anos) | - : 971,000               |
| 1986 | Dois - Lançamento: 20 de julho de 1986 - Formato: LP, K7 - Gravadora: EMI                                | —                                             | - : 1,000,000             |
| 1987 | Que País É Este 1978/1987 - Lançamento: 1987 - Formato: LP, K7 - Gravadora: EMI                          | - PMB: Diamante                               | - : 1,500,000             |
| 1989 | As Quatro Estações - Lançamento: 26 de outubro de 1989 - Formato: LP, K7, CD - Gravadora: EMI            | —                                             | - : 1,900,000             |
| 1991 | V - Lançamento: 1991 - Formato: LP, K7, CD - Gravadora: EMI                                              | —                                             | - : 500,000               |
| 1993 | O Descobrimento do Brasil - Lançamento: 1993 - Formato: LP, K7, CD - Gravadora: EMI                      | - PMB: 2× Platina                             | - : 1,000,000             |
| 1996 | A Tempestade ou O Livro dos Dias - Lançamento: 20 de setembro de 1996 - Formato: K7, CD - Gravadora: EMI | - PMB: 2× Platina                             | - : 996,000               |
| 1997 | Uma Outra Estação - Lançamento: 18 de julho de 1997 - Formato: CD - Gravadora: EMI                       | - PMB: Platina                                | - : 300,000               |

### Álbuns ao vivo
| Ano  | Detalhes                                                                                              | Certificação PMB | Vendas alegadas |
| ---- | --- | ---------------- | --------------- |
| 1999 | Acústico MTV: Legião Urbana - Lançado: 27 de outubro de 1999 - Formato: CD, VHS, DVD - Gravadora: EMI | - PMB: Diamante  | - : 1,000,000   |
| 2001 | Como É que Se Diz Eu Te Amo - Lançamento: 2001 - Formato: CD duplo - Gravadora: EMI                   | - PMB: Platina   | —               |
| 2004 | As Quatro Estações ao Vivo - Lançamento: 27 de março de 2004 - Formato: CD duplo - Gravadora: EMI     | - PMB: Platina   | —               |
| 2009 | Legião Urbana e Paralamas Juntos - Lançamento: 2009 - Formato: CD, DVD - Gravadora: EMI               | —                | —               |

### Álbuns de compilação
| Ano  | Detalhes                                                                                           | Certificação PMB  | Vendas certificadas |
| ---- | -------------------------------------------------------------------------------------------------- | ----------------- | ------------------- |
| 1992 | Música p/ Acampamentos - Lançamento: 1992 - Formato: LP duplo, K7 duplo, CD duplo - Gravadora: EMI | - PMB: 2× Platina | - : 500,000         |
| 1998 | Mais do Mesmo - Lançamento: 1998 - Formato: CD - Gravadora: EMI                                    | - PMB: 3× Platina | - : 750,000         |

### Álbuns de tributo
| Ano  | Detalhes |
| ---- | --- |
| 2006 | Renato Russo - Uma Celebração - Lançamento: 2006 - Formato: CD, DVD - Gravadora: EMI                                     |
| 2012 | Concerto Sinfônico Legião Urbana - Rock in Rio - Lançamento: novembro de 2012 - Formato: CD, DVD - Gravadora: Sony Music |

### Box sets
| Ano  | Detalhes                                                                               |
| ---- | -------------------------------------------------------------------------------------- |
| 1995 | Por Enquanto - 1984/1995 - Lançamento: setembro de 1995 - Formato: CD - Gravadora: EMI |
| 2010 | Legião Urbana - Lançamento: 25 de outubro de 2010 - Formato: CD - Gravadora: EMI       |

## Singles

### Singlescomerciais
| Ano  | Single             | Nº cat.        | Álbum         |
| ---- | ------------------ | -------------- | ------------- |
| 1985 | "Será" / "Teorema" | 31C 006 420334 | Legião Urbana |

### Singlespromocionais
| Ano  | Single                                                                      | Nº cat.                       | Álbum                            |
| ---- | --------------------------------------------------------------------------- | ----------------------------- | -------------------------------- |
| 1985 | "Será"                                                                      | 9951 955                      | Legião Urbana                    |
| 1985 | "Ainda É Cedo"                                                              | 9951 973                      | Legião Urbana                    |
| 1985 | "Soldados"                                                                  | 9951 994                      | Legião Urbana                    |
| 1986 | "Tempo Perdido"                                                             | 9951 005                      | Dois                             |
| 1986 | "Eduardo e Mônica"                                                          | 9951 014                      | Dois                             |
| 1986 | "Índios"                                                                    | 9951 023                      | Dois                             |
| 1987 | "Quase sem Querer"                                                          | 9951 030                      | Dois                             |
| 1987 | "Acrilic on Canvas"                                                         | 9951 048                      | Dois                             |
| 1987 | "Que País É Este"                                                           | 9951 067                      | Que País É Este 1978/1987        |
| 1988 | "Angra dos Reis"                                                            | 9951 075                      | Que País É Este 1978/1987        |
| 1988 | "Faroeste Caboclo"                                                          | 9951 084                      | Que País É Este 1978/1987        |
| 1988 | "Eu Sei"                                                                    | 9951 092                      | Que País É Este 1978/1987        |
| 1989 | "Há Tempos"                                                                 | 9951 177                      | As Quatro Estações               |
| 1989 | "Quando o Sol Bater na Janela do Teu Quarto"                                | (apenas airplay)              | As Quatro Estações               |
| 1990 | "Pais e Filhos"                                                             | (apenas airplay)              | As Quatro Estações               |
| 1990 | "Meninos e Meninas"                                                         | (apenas airplay)              | As Quatro Estações               |
| 1990 | "1965 (Duas Tribos)"                                                        | 9951 203                      | As Quatro Estações               |
| 1990 | "Monte Castelo"                                                             | (apenas airplay)              | As Quatro Estações               |
| 1990 | "Por Enquanto"                                                              | (apenas airplay)              | Legião Urbana                    |
| 1991 | "O Teatro dos Vampiros"                                                     | 9951 279                      | V                                |
| 1992 | "O Mundo Anda Tão Complicado"                                               | (apenas airplay)              | V                                |
| 1992 | "Vento no Litoral"                                                          | (apenas airplay)              | V                                |
| 1992 | "Sereníssima"                                                               | 9951 299                      | V                                |
| 1993 | "Fábrica"                                                                   | 9951 329                      | Música para Acampamentos         |
| 1993 | "A Canção do Senhor da Guerra"                                              | (apenas airplay)              | Música para Acampamentos         |
| 1993 | "Perfeição"                                                                 | 9951 345 9951 347 9951 351    | O Descobrimento do Brasil        |
| 1994 | "Vamos Fazer um Filme"                                                      | (apenas airplay)              |                                  |
| 1994 | "Os Barcos"                                                                 | (apenas airplay)              |                                  |
| 1994 | "Os Anjos"                                                                  | (Promo Dial 7)                |                                  |
| 1995 | "Só Por Hoje"                                                               | PP 0033-2                     |                                  |
| 1995 | "Giz"                                                                       | PP 0049-2 PP 0051-2 PP 0067-2 |                                  |
| 1996 | "A Via Láctea"                                                              | PP 0162-2                     | A Tempestade ou O Livro dos Dias |
| 1997 | "L'Avventura"                                                               | PP 0236-2                     | A Tempestade ou O Livro dos Dias |
| 1997 | "As Flores do Mal"                                                          | PP 0246-2                     | Uma Outra Estação                |
| 1997 | "Comédia Romântica"                                                         | PP 0270-2                     | Uma Outra Estação                |
| 1999 | "Hoje a Noite Não Tem Luar"                                                 | PP 0478-2                     | Acústico MTV: Legião Urbana      |
| 2000 | "Dezesseis"                                                                 | PP 0804-2                     | A Tempestade ou o Livro dos Dias |
| 2001 | "Índios" / "Quando O Sol Bater Na Janela Do Teu Quarto" / "Que País é Este" | PP 0798-2                     | Como É que Se Diz Eu Te Amo      |
| 2001 | "Geração Coca-Cola"                                                         | PP 0826-2                     | Como É que Se Diz Eu Te Amo      |

## Videoclipes
| Título                      | Ano  | Direção                        | Ref.   |
| --------------------------- | ---- | ------------------------------ | ------ |
| "Será"                      | 1985 | Toniko Melo                    | [ 15 ] |
| "Ainda É Cedo"              | 1985 |                                |        |
| "Soldados"                  | 1985 |                                |        |
| "Eduardo e Mônica"          | 1986 |                                |        |
| "Tempo Perdido"             | 1986 |                                |        |
| "Que País É Este"           | 1987 | Jodele Larcher                 | [ 16 ] |
| "Eu Sei"                    | 1987 |                                |        |
| "Angra dos Reis"            | 1987 |                                |        |
| "Há Tempos"                 | 1989 |                                |        |
| "Perfeição"                 | 1993 | Flávio Colker                  | [ 17 ] |
| "Hoje A Noite Não Tem Luar" | 1999 | Adriano Goldman, Rogério Gallo |        |